# Ганс Йоахім Шеллнгубер
Ганс Йоахім «Джон» Шеллнгубер (нім. Hans Joachim «John» Schellnhuber; нар. 7 червня 1950 р.)  — німецький фізик атмосфери, кліматолог та директор-засновник Потсдамського інституту досліджень впливу клімату (ПІК) і колишній голова Німецької консультативної ради з глобальних змін (WBGU). 

## Освіта
Шеллнгубер вивчав математику та фізику, отримавши ступінь доктора теоретичної фізики в Університеті Регенсбурга в 1980 р.  а в 1985 р. - абілітація (кваліфікація на посаду) з теоретичної фізики в Університеті Ольденбурга. У 1981 році він став докторантом в Інституті теоретичної фізики (ITP) Каліфорнійського університету в Санта-Барбарі, працюючи поблизу від директора Вальтера Кона, який став одним з його наукових керівників. 

## Кар'єра

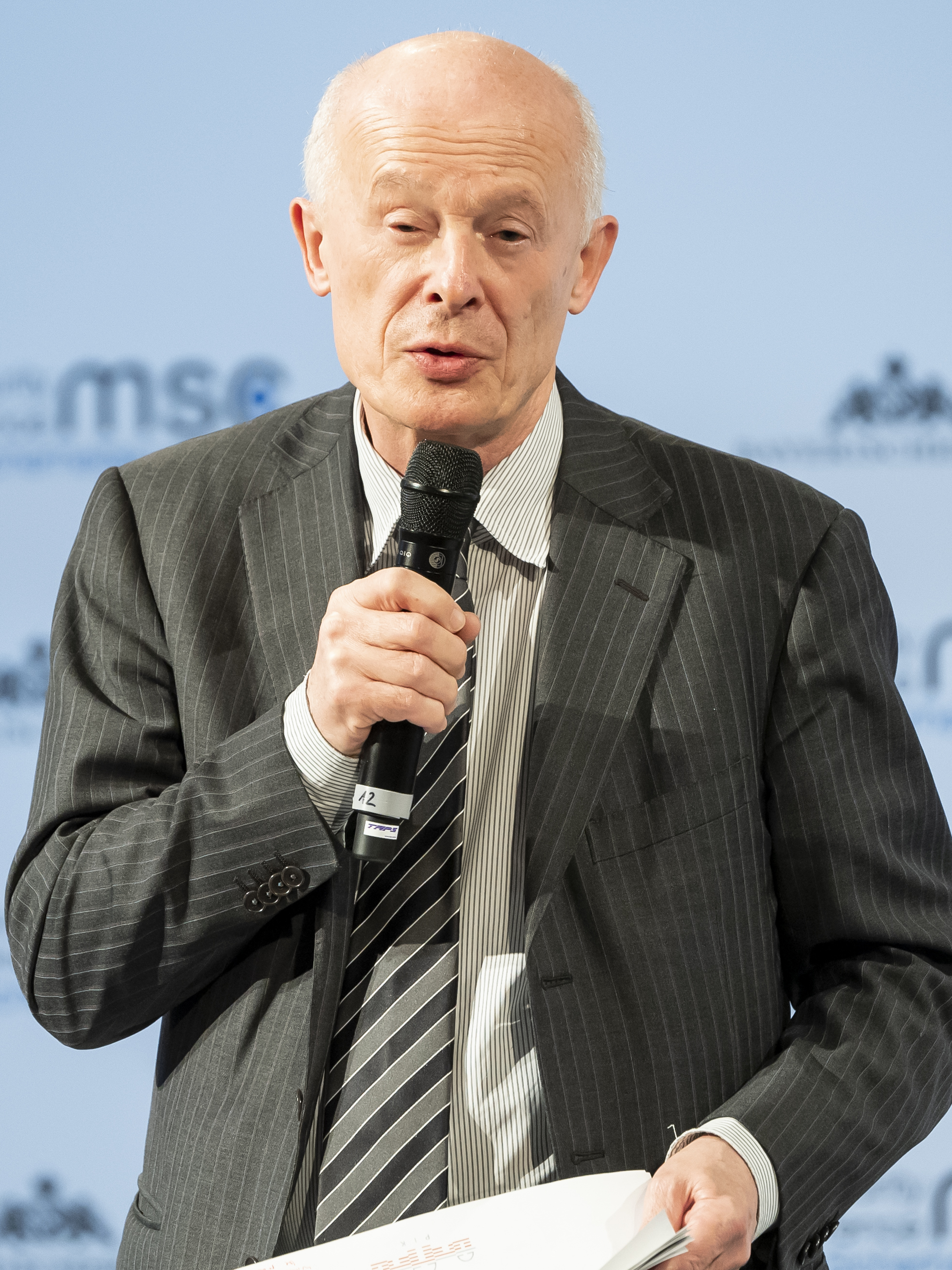
Шеллнгубер під час MSC 2019

Спочатку зацікавившись фізикою твердого тіла та квантовою механікою, Шеллнгубер захопився [коли?] до складних систем та теорії нелінійності чи хаосу.  Як професор з теоретичної фізики, а потім  директор Інституту хімії та біології морського середовища Ольденбурзького університету, він займався аналізом структури океанічних течій. 
У 1991 році йому було запропоновано створити Потсдамський інститут досліджень впливу клімату (ПІК), а в 1993 році він став його директором - завдяки чому він з нуля зріс до одного з найвідоміших у світі інститутів дослідження клімату[коли?]  більше 300 співробітників, які дотримуються міждисциплінарного підходу. 
Вже в 1995 році Шеллнгубер запропонував 2° C захисної огорожі для глобального потепління, яка була прийнята спочатку урядом Німеччини та Європейським Союзом, а потім, згідно з Копенгагенською угодою в 2009 році, як глобальна ціль урядами усього світу.   
У 2001–2005 рр. Шеллнгубер працював директором досліджень Центру Тіндалла в Англії та став запрошеним професором Оксфордського університету.  
Шеллнгубер був професором в Потсдамському університеті (Німеччина)  та зовнішнім професором в Інституті Санта-Фе в США. 
Як давній член Міжурядової комісії з питань зміни клімату,  якій спільно було присуджено Нобелівську премію миру в 2007 році, Шеллнгубер був головним координатором узагальнюючого розділу Робочої групи II Третього звіту про оцінку МГЕЗК. Він попередив про жахливі наслідки продовження глобального потепління.  Як експерт  питань кліматологічних переломних моментів, він є публічним доповідачем на цю тему.     
У 2017 році Шеллнгубер заявив, що якщо до 2020 року не вжити кліматичних заходів, світ «може бути смертельно поранений». 

## Досягнення
Шеллнгубер допоміг створити численні знакові концепції, такі як аналіз відкидних елементів у кліматичній системі,    горіння вугілля,   та бюджетний підхід до викидів. 

## Нагороди та відзнаки
У 2002 році Шеллнгубер отримав нагороду Королівського товариства «Вольфсон» за наукові заслуги.  У 2004 році Її Величність Королева Єлизавета II призначила його командиром Ордену Британської імперії (CBE).  У 2005 році Національна академія наук (США) призначила його членом.  У 2007 році він був удостоєний Німецької премії з навколишнього середовища. Того ж року він був обраний членом Німецької академії наук Леопольдіна. 
У 2011 році він був першим німцем, який отримав премію Volvo Environment Environment, що є найвищою нагородою у галузі екологічних наук у світі.  Він також був нагороджений орденом «За заслуги» перед Федеративною Республікою Німеччина (перший клас)  і має почесні докторські ступені в Копенгагенському університеті  та Технічному університеті Берліна. 
У 2007 році Шеллнгубер започаткував «Початкову справу - Нобелівська лауреатська серія симпозіумів про глобальну стійкість» у Потсдамі, об'єднавши нобелівських лауреатів з усіх дисциплін та провідних вчених з питань сталого розвитку.  У 2009 році ця подія відбулася в Лондоні та в 2011 році в Стокгольмі, де Група засідателів високого рівня з питань сталого розвитку Генерального секретаря ООН прибула на засідання, щоб отримати меморандум, який був внесений на конференцію Ріо + 20 у 2012 році 
У 2017 році Шеллнгубер був нагороджений премією «Блакитна планета» Фонду Асахі Скло. 

## Громадська діяльність
Як один з провідних кліматичних вчених у світі, він був консультантом колишнього президента Комісії Європейського Союзу Жозе Мануеля Баррозу.  У 2007 році він був призначений головним радником уряду з питань клімату та пов'язаних з ним питань під час головування в Раді ЄС у Німеччині та головування у Великій вісімці.  Шеллнгубер пропонує наукові ідеї керівникам підприємств, будучи членом Консультативної ради з питань зміни клімату Deutsche Bank  та головою правління Європейського інституту інновацій та технологій Спільноти знань та інновацій щодо клімату (EIT Climate KIC).  У 2012 році він був головним автором доповіді, замовленої Світовим банком  про можливі наслідки потепління на 4 градуси Цельсія наприкінці 21 століття.  Цей звіт отримав велику увагу у всьому світі.   Того ж року Шеллнгубер представив доповідь на урочистій вечері, яка відкрила сегмент високого рівня світового кліматичного саміту COP18 в Досі, Катар.  У присутності Генерального секретаря ООН Пан Гі Муна та шефа РКЗК ООН Крістіани Фігерес, кілька днів потому Шеллнгубер підписав угоду з Катарським фондом про спільне створення в Катарі науково-дослідного інституту з питань зміни клімату - надзвичайний крок як багатство країни для десятиліття базувалися на експорті викопного палива.  
У 2013 році Шеллнгубер був одним із 18 видатних міжнародних вчених, що започаткували Лігу Землі - глобальний міждисциплінарний альянс провідних науково-дослідних інститутів, які зосереджені на аналізі системи Землі та науці про стійкість, включаючи економіку.  Члени Ради Безпеки ООН, Пакистан та Велика Британія, попросили його виступити на засіданні Ради за формулою Арріа, на засіданні в штаб-квартирі ООН у Нью-Йорку був присутній Генеральний секретар ООН Пан Гі Мун.  Напередодні світового кліматичного саміту в Варшаві, Schellnhuber обговорили можливі шляхи просування вперед з президентом Cop19, польський міністр навколишнього середовища Марцин Королец.  Щоб просунути стан науки, Шелльнгубер ініціював  міжсекторальний проект взаємопорівняння моделі впливу (ISI-MIP), в якому беруть участь понад 30 дослідницьких груп з 12 країн.  У 2013 році науковий журнал Nature назвав його «першим всеохоплюючим проектом глобального впливу» - він спрямований на виявлення надійних знань, а також прогалин у дослідженнях, заснованих на поки що безпрецедентно широкому порівнянні комп'ютерних моделювань майбутніх наслідків зміни клімату, таких як дефіцит води, підтоплення або зміни врожаю.   У 2013 р. зусиллями Шелльнгубера відбулася Всесвітня конференція Impacts у Потсдамі  а потім спеціальна інформація про перші результати ISI-MIP у Збірнику матеріалів Національної академії наук ( PNAS ).
Шеллнгубер працював головою правління Climate-KIC (Спільноти знань та інновацій), яка є членом Європейського інституту інновацій та технологій (EIT).  Цей заклад спрямований на сприяння низьковуглецевому підприємництву та інноваціям.
Шеллнхубер підписав[коли?]  Потсдамський Денксріфт закликає змінити мислення, щоб забезпечити сталий розвиток. Німецький журнал «Цицерон» у 2012 році відніс його до 500 найважливіших німецьких інтелектуалів. 

## Особисте життя
Одружений з Маргрет Бойзен. 

## Публікації
Шеллнгубер опублікував понад 250 наукових праць, є автором, співавтором або редактором 50 книг чи розділів книг. 
- Schellnhuber, H.; Obermair, G. (1980). First-Principles Calculation of Diamagnetic Band Structure. Physical Review Letters. 45 (4): 276—279. Bibcode:1980PhRvL..45..276S. doi:10.1103/PhysRevLett.45.276.
- Schellnhuber, H. J., Crutzen, P.J., Clark, W.C., Claussen, M. and Held, H. (Eds.) (2004). Earth System Analysis for Sustainability. MIT Press, Cambridge, MA, London, UK
- Schellnhuber, H. J. and Wenzel V. (1998). Earth System Analysis: Integrating Science for Sustainability. Springer Verlag, Berlin.
- Schellnhuber, H. J. et al. (Eds.) (2006). Avoiding Dangerous Climate Change. Cambridge University Press, Cambridge, UK Lenton, T. M.; Held, H.; Kriegler, E.; Hall, J. W.; Lucht, W.; Rahmstorf, S.; Schellnhuber, H. J. (2008). Inaugural Article: Tipping elements in the Earth's climate system. Proceedings of the National Academy of Sciences. 105 (6): 1786—1793. Bibcode:2008PNAS..105.1786L. doi:10.1073/pnas.0705414105. PMC 2538841. PMID 18258748."Inaugural Article: Tipping elements in the Earth's climate system". Proceedings of the National Academy of Sciences. 105 (6): 1786–1793. Bibcode:2008PNAS..105.1786L [Архівовано 8 листопада 2020 у Wayback Machine.]. doi:10.1073/pnas.0705414105. PMC 2538841. PMID 18258748.
- Lenton, T. M.; Held, H.; Kriegler, E.; Hall, J. W.; Lucht, W.; Rahmstorf, S.; Schellnhuber, H. J. (2008). Inaugural Article: Tipping elements in the Earth's climate system. Proceedings of the National Academy of Sciences. 105 (6): 1786—1793. Bibcode:2008PNAS..105.1786L. doi:10.1073/pnas.0705414105. PMC 2538841. PMID 18258748.
- Schellnhuber, H. J. et al. (2009). Solving the climate dilemma: The budget approach. WBGU Special Report, WBGU, Berlin
- Hall, J.; Held, H.; Dawson, R.; Kriegler, E.; Schellnhuber, H. J. (2009). Imprecise probability assessment of tipping points in the climate system. PNAS. 106 (13): 5041—6. Bibcode:2009PNAS..106.5041K. doi:10.1073/pnas.0809117106. PMC 2657590. PMID 19289827.
- Rockström, J. та ін. (2009). A safe operating space for humanity. Nature. 461 (7263): 472—5. Bibcode:2009Natur.461..472R. doi:10.1038/461472a. PMID 19779433.
- Schellnhuber, H. J. (2009). Tipping elements in the Earth System. Proceedings of the National Academy of Sciences. 106 (49): 20561—20563. Bibcode:2009PNAS..10620561S. doi:10.1073/pnas.0911106106. PMC 2791592. PMID 19995979.
- Reid, W. V.; Chen, D.; Goldfarb, L.; Hackmann, H.; Lee, Y. T.; Mokhele, K.; Ostrom, E.; Raivio, K.; Rockström, J. (2010). Earth System Science for Global Sustainability: Grand Challenges. Science. 330 (6006): 916—7. Bibcode:2010Sci...330..916R. doi:10.1126/science.1196263. PMID 21071651.
- Schellnhuber, H. J, Molina, M., Stern, N., Huber, V. and Kadner, S. (Eds.) (2010). Global Sustainability – A Nobel Cause. Cambridge University Press, Cambridge
- Schellnhuber, H. J. (2010). The road from Copenhagen: the expert's views. Nature Climate Change. 1 (1002): 15—17. doi:10.1038/climate.2010.09.
- Gleick, P. H. та ін. (2010). Climate Change and the Integrity of Science. Science. 328 (5979): 689—90. Bibcode:2010Sci...328..689G. doi:10.1126/science.328.5979.689. PMC 5125622. PMID 20448167.
- Schellnhuber, H. J. (2010). Tragic Triumph. Climatic Change. 100 (1): 229. Bibcode:2010ClCh..100..229S. doi:10.1007/s10584-010-9838-1.
- Kropp, J. P. and Schellnhuber, H. J. (Eds.) (2011). In Extremis: Disruptive Events and Trends in Climate and Hydrology. Springer Verlag, Berlin
- Richardson, K., Steffen, W., Liverman, D., et al. (including Schellnhuber, H. J.) (2011). Climate Change: Global Risks, Challenges and Decisions. Cambridge University Press, Cambridge
- Hofmann, M.; Worm, B.; Rahmstorf, S.; Schellnhuber, H. J. (2011). Declining ocean chlorophyll under unabated anthropogenic CO2 emissions. Environ. Res. Lett. 6 (3): 034035. Bibcode:2011ERL.....6c4035H. doi:10.1088/1748-9326/6/3/034035.
- Schellnhuber, H. J. (2011). Vorwärts zur Natur. Frankfurter Allgemeine Sonntagszeitung. 17: 28.
- Schellnhuber, H. J. et al. (2011). World in Transition – A Social Contract for Sustainability. WBGU Report, WBGU, Berlin Schellnhuber, H. J. (2011). Geoengineering: The good, the MAD, and the sensible. Proceedings of the National Academy of Sciences. 108 (51): 20277—20278. Bibcode:2011PNAS..10820277S. doi:10.1073/pnas.1115966108. PMC 3251148. PMID 22160718."Geoengineering: The good, the MAD, and the sensible". Proceedings of the National Academy of Sciences. 108 (51): 20277–20278. Bibcode:2011PNAS..10820277S [Архівовано 2 жовтня 2019 у Wayback Machine.]. doi:10.1073/pnas.1115966108. PMC 3251148. PMID 22160718.
- Hofmann, M.; Worm, B.; Rahmstorf, S.; Schellnhuber, H. J. (2011). Declining ocean chlorophyll under unabated anthropogenic CO2emissions. Environmental Research Letters. 6 (3): 034035. Bibcode:2011ERL.....6c4035H. doi:10.1088/1748-9326/6/3/034035.
- Donges, J. F.; Donner, R. V.; Trauth, M. H.; Marwan, N.; Schellnhuber, H.J.; Kurths, J. (2011). Nonlinear detection of paleoclimate-variability transitions possibly related to human evolution. Proceedings of the National Academy of Sciences. 108 (51): 20422—20427. Bibcode:2011PNAS..10820422D. doi:10.1073/pnas.1117052108. PMC 3251081. PMID 22143765.
- Schellnhuber, H. J. (2011). Geoengineering: The good, the MAD, and the sensible. Proceedings of the National Academy of Sciences. 108 (51): 20277—20278. Bibcode:2011PNAS..10820277S. doi:10.1073/pnas.1115966108. PMC 3251148. PMID 22160718.
- Kundzewicz, Z. W. et al. (including Schellnhuber, H. J.) (2012). Changes in Flood Risks – Setting the Stage. In Kundzewicz, Z. W. (Ed.) (2012). Changes in Flood Risks in Europe. IAHS Press, Oxfordshire, UK, 11
- Schellnhuber, H.J., Hare, W., Serdeczny, O. et al. (2012). Turn Down the Heat – Why a 4 °C Warmer World Must be Avoided. A Report commissioned by The World Bank[60]
- Olonscheck, D.; Hofmann, M.; Worm, B.; Schellnhuber, H. J. (2013). Decomposing the effects of ocean warming on chlorophyllaconcentrations into physically and biologically driven contributions. Environmental Research Letters. 8 (1): 014043. Bibcode:2013ERL.....8a4043O. doi:10.1088/1748-9326/8/1/014043.
- Ludescher, J.; Gozolchiani, A.; Bogachev, M. I.; Bunde, A.; Havlin, S.; Schellnhuber, H. J. (2013). Improved El Nino forecasting by cooperativity detection. Proceedings of the National Academy of Sciences. 110 (29): 11742—11745. arXiv:1304.8039. Bibcode:2013PNAS..11011742L. doi:10.1073/pnas.1309353110. PMC 3718177. PMID 23818627.
- Ludescher, J.; Gozolchiani, A.; Bogachev, M. I.; Bunde, A.; Havlin, S.; Schellnhuber, H. J. (2013). Improved El Nino forecasting by cooperativity detection. Proceedings of the National Academy of Sciences. 110 (29): 11742—11745. arXiv:1304.8039. Bibcode:2013PNAS..11011742L. doi:10.1073/pnas.1309353110. PMC 3718177. PMID 23818627.
- Piontek, F.; Muller, C.; Pugh, T. A. M.; Clark, D. B.; Deryng, D.; Elliott, J.; Colon Gonzalez, F. D. J.; Florke, M.; Folberth, C. (2013). Multisectoral climate impact hotspots in a warming world. Proceedings of the National Academy of Sciences. 111 (9): 3233—3238. Bibcode:2014PNAS..111.3233P. doi:10.1073/pnas.1222471110. PMC 3948244. PMID 24344270.
- Schellnhuber, H. J.; Frieler, K.; Kabat, P. (2013). The elephant, the blind, and the intersectoral intercomparison of climate impacts. Proceedings of the National Academy of Sciences. 111 (9): 3225—3227. Bibcode:2014PNAS..111.3225S. doi:10.1073/pnas.1321791111. PMC 3948299. PMID 24347641.
- Rockström, Johan та ін. (2017). A roadmap for rapid decarbonization (PDF). Science. 355 (6331): 1269—1271. Bibcode:2017Sci...355.1269R. doi:10.1126/science.aah3443. PMID 28336628. Архів оригіналу (PDF) за 14 квітня 2021. Процитовано 14 червня 2021.
- Steffen та ін. (2018). Trajectories of the Earth System in the Anthropocene. PNAS. 115 (33): 8252—8259. Bibcode:2018PNAS..115.8252S. doi:10.1073/pnas.1810141115. PMC 6099852. PMID 30082409.